# SM UB-57
L'SM UB-57 fu un sommergibile costiero appartenente al tipo UB III in servizio alla Kaiserliche Marine tedesca durante la prima guerra mondiale. Era uno dei 329 sottomarini che servirono l'impero tedesco e prese parte nella guerra navale nella prima battaglia dell'Atlantico.

## Storia
Il sommergibile UB-57, appartenente alla classe UB-III, fu impostato presso il cantiere navale AG Weser di Brema (numero costruzione 269) il 13 settembre 1916, varato il 21 giugno 1917 ed entrato in servizio il 30 dello stesso anno. Il sommergibile UB-57 era lungo 55,85 m largo 5,8 m e con un pescaggio di 3,7 m. Aveva due alberi di trasmissione e a ciascuno di essi erano accoppiati un motore diesel Körting a 6 cilindri erogante 550 CV (405 kW) e un motore elettrico Siemens-Schuckert da 394 CV (290 kW). I due serbatoi di olio combustibile (35 + 36 t di olio combustibile) consentivano un'autonomia di 9.020 nm (16.710 km ) a 6 nodi (11,1 km/h) in superficie. Con una carica delle batterie aveva una autonomia massima in immersione di 55 nm (102 km) a 4 nodi (7 km/h). La velocità massima raggiungibile era di 13,6 nodi (25,2 km/h) in superficie e 8 nodi (14,8 km/h) in immersione.  L'armamento si componeva di un cannone SK L/30 da 88 mm e 5 tubi lanciasiluri (4 a prua e uno a poppa) da 500 mm (10 siluri). L'equipaggio era composto da 3 ufficiali e 31 tra sottufficiali e marinai. La profondità massima raggiungibile era pari a 50 metri che veniva raggiunta in 30 secondi. Il costo del sommergibile fu di 3.276.000 papiermark.
Il 20 settembre 1917 l'unità, al comando del kapitänleutnant Otto Steinbrinck, fu assegnata alla 1ª Flottiglia sommergibili delle Fiandre e iniziò le operazioni belliche. Il 2 gennaio 1918 lo UB-57 passò al comando dell'oberleutnant zur see Johannes Lohs.
Lo UB-57 affondò per urto contro una mina il 14 agosto 1918 con la morte di tutti i 34 membri dell'equipaggio.
All'epoca il sommergibile aveva al suo attivo, in 11 missioni di pattugliamento, 46 affondamenti (45 navi mercantili e una nave ausiliaria da guerra) per un totale di 122.035 tonnellate di stazza e danneggiato altre 11 navi per un totale di 64.265 tonnellate.

### L'ultima missione
Dopo aver affondato il City of Brisbane, il sommergibile UB-57 diresse verso la base di Zeebrugge, in Belgio. Durante il viaggio, dopo aver prima controllato che l'orizzonte fosse sgombro, l'unità riemerse per ricaricare le batterie con i motori diesel. Dopo essere emerso, il comandante Lohs aprì il portello e si ritrovò quasi direttamente sotto un dirigibile britannico a bassa quota. Ordinò immediatamente l'immersione rapida, ma il sommergibile fu avvistato e il dirigibile iniziò a sganciare le bombe. Fortunatamente lo UB-57 non fu colpito e continuò a dirigersi verso la base. Il 14 agosto 1918, Lohs comunicò via radio alla base che aveva affondato 15.000 tonnellate di navi e che stava rientrando. Questo fu l'ultimo messaggio radio dell'UB-57, inviato dall'area della Sandettie Bank. Quella notte lo UB-57 iniziò ad attraversare lo stretto di Dover e di lui non si seppe più nulla. Sembra probabile che abbia colpito una mina magnetica vicino a Zeebrugge. Il corpo di Lohs, del suo primo ufficiale Siegfried Fuchs e di un paio di altri membri dell'equipaggio furono portati a riva una settimana dopo a Flushing e Zeebrugge.

## Lista affondamenti
| Data             | Nome                  | Nazionalità            | Tonnellaggio | Destino     |
| ---------------- | --------------------- | ---------------------- | ------------ | ----------- |
| 7 ottobre 1917   | Alcyone               | Regno Unito (bandiera) | 116          | Affondato   |
| 11 ottobre 1917  | Joshua                | Regno Unito (bandiera) | 60           | affondato   |
| 20 ottobre 1917  | Leander               | Norvegia (bandiera)    | 2,968        | affondato   |
| 20 ottobre 1917  | Nitedal               | Norvegia (bandiera)    | 1.714        | affondato   |
| 22 ottobre 1917  | Novillo               | Danimarca (bandiera)   | 2.336        | affondato   |
| 23 ottobre 1917  | Seistan               | Regno Unito (bandiera) | 4.238        | affondato   |
| 23 ottobre 1917  | Tredegar Hall         | Regno Unito (bandiera) | 3.764        | affondato   |
| 22 novembre 1917 | Krosfond              | Norvegia (bandiera)    | 1.707        | affondato   |
| 24 novembre 1917 | Nyassa                | Regno Unito (bandiera) | 2.579        | affondato   |
| 27 novembre 1917 | Almond Branch         | Regno Unito (bandiera) | 3.461        | affondato   |
| 27 novembre 1917 | Eastfield             | Regno Unito (bandiera) | 2.145        | affondato   |
| 22 dicembre 1917 | Mabel Baird           | Regno Unito (bandiera) | 2.500        | affondato   |
| 23 dicembre 1917 | Vellore               | Norvegia (bandiera)    | 1.672        | affondato   |
| 26 dicembre 1917 | Benito                | Regno Unito (bandiera) | 4.712        | affondato   |
| 26 dicembre 1917 | Tregenna              | Regno Unito (bandiera) | 5.772        | affondato   |
| 28 dicembre 1917 | Clara                 | Regno Unito (bandiera) | 2.425        | affondato   |
| 29 dicembre 1917 | Tiro                  | Norvegia (bandiera)    | 1.442        | affondato   |
| 5 febbraio 1918  | Alamance              | Stati Uniti (bandiera) | 4.455        | affondato   |
| 6 February 1918  | Westmoreland          | Regno Unito (bandiera) | 9.512        | danneggiato |
| 7 febbraio 1918  | Ardbeg                | Regno Unito (bandiera) | 227          | affondato   |
| 7 February 1918  | Ben Rein              | Regno Unito (bandiera) | 212          | affondato   |
| 7 febbraio 1918  | Limesfield            | Regno Unito (bandiera) | 427          | affondato   |
| 12 febbraio 1918 | Eleanor               | Regno Unito (bandiera) | 1.980        | affondato   |
| 12 febbraio 1918 | Polo                  | Regno Unito (bandiera) | 1.383        | affondato   |
| 14 febbraio 1918 | Carlisle Castle       | Regno Unito (bandiera) | 4.325        | affondato   |
| 14 febbraio 1918 | War Monarch           | Regno Unito (bandiera) | 7.887        | affondato   |
| 17 marzo 1918    | Anne Yvonne           | Francia (bandiera)     | 102          | affondato   |
| 17 marzo 1918    | Arvor                 | Francia (bandiera)     | 52           | affondato   |
| 17 marzo 1918    | Beata                 | Francia (bandiera)     | 102          | affondato   |
| 19 marzo 1918    | Luxor                 | Regno Unito (bandiera) | 3.571        | affondato   |
| 23 marzo 1918    | Sequoya               | Regno Unito (bandiera) | 5.263        | danneggiato |
| 29 marzo 1918    | India                 | Portogallo (bandiera)  | 5.990        | danneggiato |
| 29 marzo 1918    | T. R. Thompson        | Regno Unito (bandiera) | 3.538        | affondato   |
| 31 marzo 1918    | Alcinous              | Regno Unito (bandiera) | 6.743        | affondato   |
| 31 marzo 1918    | Excellence Pleske     | Regno Unito (bandiera) | 2.059        | affondato   |
| 29 aprile 1918   | Australier            | Regno Unito (bandiera) | 3.687        | affondato   |
| 29 aprile 1918   | Broderick             | Regno Unito (bandiera) | 4.321        | affondato   |
| 29 aprile 1918   | La Somme              | Francia (bandiera)     | 1.477        | affondato   |
| 30 aprile 1918   | Ella Sayer            | Regno Unito (bandiera) | 2.549        | affondato   |
| 30 aprile 1918   | Umba                  | Regno Unito (bandiera) | 2.042        | affondato   |
| 1 maggio 1918    | Canonesa              | Regno Unito (bandiera) | 6.683        | danneggiato |
| 2 maggio 1918    | Unity                 | Regno Unito (bandiera) | 1.091        | affondato   |
| 22 May 1918      | Red Rose              | Regno Unito (bandiera) | 423          | affondato   |
| 23 maggio 1918   | HMS Moldavia          | Regno Unito (bandiera) | 9.500        | affondato   |
| 26 maggio 1918   | Kyarra                | Regno Unito (bandiera) | 6.953        | affondato   |
| 27 maggio 1918   | Joseph Simone         | Francia (bandiera)     | 8            | affondato   |
| 27 maggio 1918   | Petit Georges         | Francia (bandiera)     | 10           | affondato   |
| 27 maggio 1918   | Souvenir de Ste Marie | Francia (bandiera)     | 7            | affondato   |
| 30 maggio 1918   | War Panther           | Regno Unito (bandiera) | 5.260        | danneggiato |
| 31 maggio 1918   | Galileo               | Regno Unito (bandiera) | 6.287        | danneggiato |
| 30 giugno 1918   | Wilton                | Regno Unito (bandiera) | 4.281        | danneggiato |
| 2 luglio 1918    | Royal Sceptre         | Regno Unito (bandiera) | 3.858        | danneggiato |
| 2 luglio 1918    | Shirala               | Regno Unito (bandiera) | 5.306        | affondato   |
| 6 luglio 1918    | Huntscraft            | Regno Unito (bandiera) | 5.113        | danneggiata |
| 5 agosto 1918    | Tuscan Prince         | Regno Unito (bandiera) | 5.275        | danneggiato |
| 8 agosto 1918    | Clan Macvey           | Regno Unito (bandiera) | 5.815        | affondato   |
| 9 agosto 1918    | Glenlee               | Regno Unito (bandiera) | 4.915        | affondato   |

### Annotazioni
1. ↑  I tonnellaggi sono espressi in tonnellate di stazza

### Fonti
1. ↑  Rössler 1979, p. 55.
2. 1 2 3 4  U-Boat.
3. ↑  Gröner, Jung, Maass 1991, pp. 25-30.
4. 1 2 3 4  Rössler 1996, pp. 85-86.
5. ↑  Herzog 2003, p. 60.
6. 1 2 3 4 5 6 7 8 9  Scuba.
7. ↑  U-Boat.